# Emblyna mitis
Emblyna mitis là một loài nhện trong họ Dictynidae.
Loài này thuộc chi Emblyna. Emblyna mitis được Tord Tamerlan Teodor Thorell miêu tả năm 1875.